# Professional Murder Music
Professional Murder Music es una banda estadounidense de metal industrial formada en Los Ángeles, California en 1999. Actualmente han firmado con el sello discográfico independiente Wormhole Records. Su música se ha utilizado para bandas sonoras de películas como End of Days, Ginger Snaps, Valentín y Jet Set Radio, y de un videojuego para Sega Dreamcast, además, su música se ha utilizado en The Real World de la MTV. Han participado en la gira Tattoo the Earth y han compartido escenario junto a otras bandas de metal industrial y metal alternativo como Fear Factory, Rammstein, Marilyn Manson, Staind, Cold y Powerman 5000. Desde 2001, han lanzado tres álbumes de larga duración, y un nuevo single titulado "The Reflection" en 2013.

## Discografía
- Professional Murder Music (2001)

- Looking Through (2003)

- De Profundis (2005)

## EPs
- The Reflection (2013)